# 八千代市農業協同組合
八千代市農業協同組合（やちよしのうぎょうきょうどうくみあい、JA八千代市、八千代市農協）は、千葉県八千代市に本所を置く農業協同組合。

## 店舗
- 本店　〒276-0046千葉県八千代市大和田新田640-1
- 睦支店　〒276-0004千葉県八千代市島田台738-13
- 阿蘇支店　〒276-0015千葉県八千代市米本1955-2
- 勝田台支店　〒276-0023千葉県八千代市勝田台2-7-7
- 大和田支店　〒276-0045千葉県八千代市大和田777
- 農機センター　〒276-0046千葉県八千代市大和田新田647-1